# Treinta y Tres (departement)
Treinta y Tres er et af de 19 departementer i Uruguay. Departementet har et areal på 9.529 kvadratkilometer og et indbyggertal (pr. 2004) på 49.318.
Treinta y Tres-departementets hovedstad er byen Treinta y Tres.
33°13′51″S 54°22′56″V / 33.2308°S 54.3822°V